# Bombardier Transport
Pour les articles homonymes, voir Bombardier.
Bombardier Transport était une entreprise ferroviaire canadienne dont le siège est situé à Netphen en Allemagne. Elle est rachetée en 2021 par la multinationale française Alstom. Elle fut la division ferroviaire de la multinationale canadienne Bombardier Inc. de 1974 à 2021. 
Elle a été créée au début des années 1970 lors de la diversification de cette dernière à partir de plusieurs acquisitions. Présente partout dans le monde, Bombardier Transport fabrique du matériel roulant ferroviaire (rames, métros, autorails, automotrices, locomotives, tramways, etc.) ou des parties de ceux-ci (bogies, etc.) et des systèmes de sécurité ferroviaire. Elle a notamment participé à la fabrication du matériel roulant du métro de Toronto.
En 2019, le groupe Bombardier lourdement endetté, a vu l'Union européenne rejeter sa tentative de fusion avec Siemens-Alstom, puis a approché la française Alstom et la japonaise Hitachi dans le cadre d'une recherche de partenaire pour fusionner ses activités ferroviaires. 
Le 17 février 2020 est annoncé un accord de reprise par Alstom, approuvé en juillet 2020 par la Commission européenne, créant ainsi le numéro deux mondial du ferroviaire, derrière le chinois CRRC. Le 29 janvier 2021, Alstom achète l'entreprise pour un montant de 5,3 milliards d'euros,.

## Histoire

### Formation

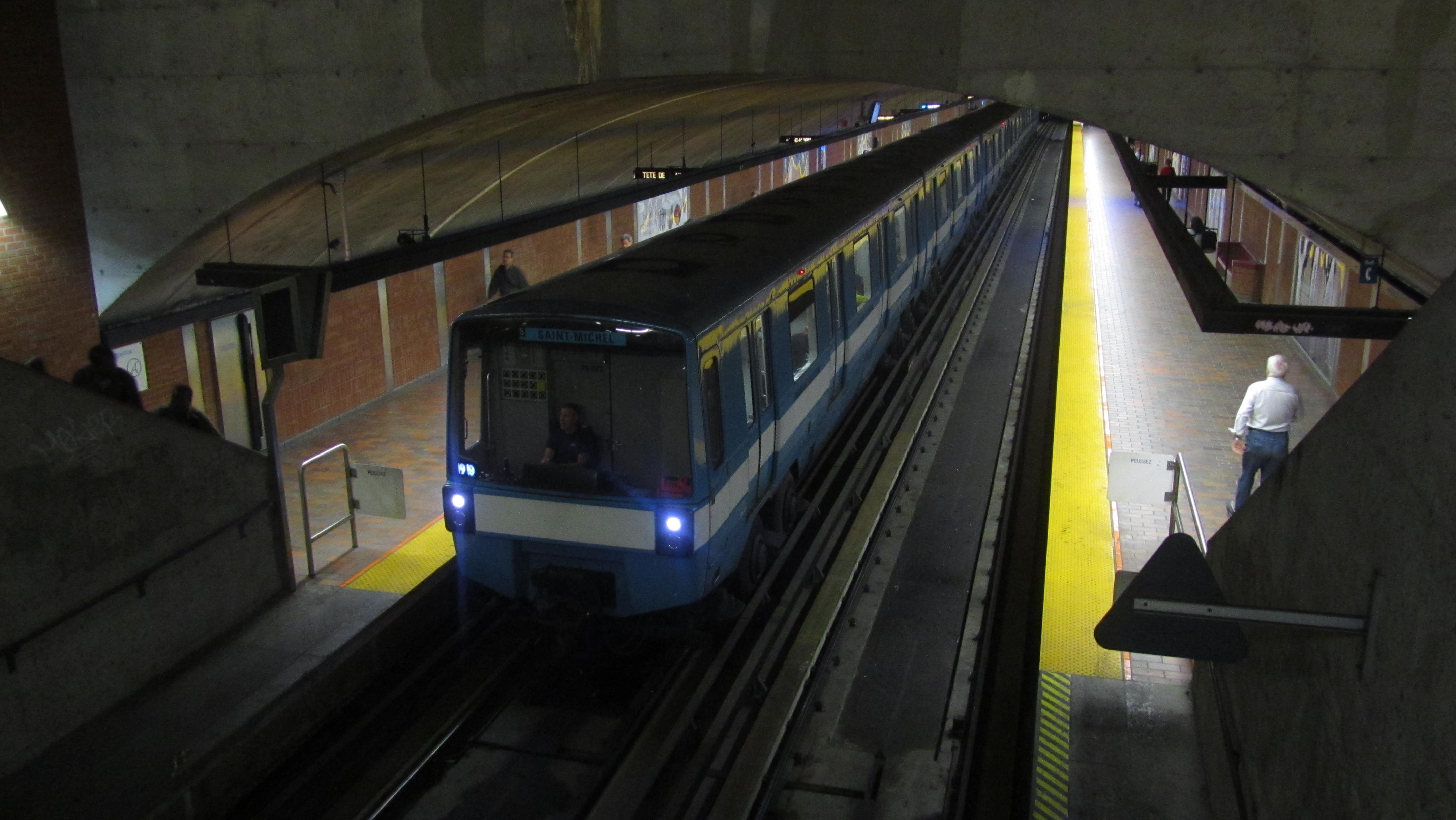
Une rame Bombardier de type MR-73 du métro de Montréal, construit à partir de 1976.

Avec l'achat de Rotax en 1970, Bombardier Inc. avait déjà mis le pied dans le domaine mais c'est en 1974 que Bombardier Transport entre vraiment dans le secteur ferroviaire en remportant un contrat de fourniture de 423 voitures du métro de Montréal. Le gros des travaux de fabrication et d'assemblage se fait à l'usine de La Pocatière obtenue par Bombardier lors de l'achat d'un fabricant de motoneiges compétiteur, Moto-Ski. Elle est réaménagée, agrandie et réoutillée pour l'occasion. Bombardier achète de American Locomotive Company (Alco) la MLW en 1975 ce qui l'amène vers la construction des locomotives. La compagnie produira ainsi le train LRC (Léger Rapide et Confortable) pour Via Rail, mû par ces engins.

### Années 1980
Le début des années 1980 est marqué par une ouverture du marché nord-américain pour la compagnie. En 1980, Bombardier construit une usine dans le nord des États-Unis, à Barre dans le Vermont, afin de pouvoir soumissionner sur les contrats de ce pays qui prévoient tous une clause de contenu local. En 1995, la compagnie en construit une autre à Plattsburgh (État de New York) dont la capacité de production est ensuite doublée en 1998. Ces deux usines sont près de son siège social de Montréal, au Canada. En 1982, Bombardier obtient ainsi une commande de 825 voitures pour le métro de New York, soit le plus important contrat jusqu'alors confié à un constructeur canadien. En 1984, il achète à Alco l'usine d'Auburn, dans l'État de New York, ce qui lui donne accès à la technologie des moteurs diesel de locomotives. En 1985, il crée une filiale aux États-Unis chargée de commercialiser dans ce pays les systèmes de transport intégrés. Bombardier délaisse la construction de locomotives nord-américaines en 1989 et vend MLW à General Electric mais ne délaisse pas la construction ferroviaire pour autant.

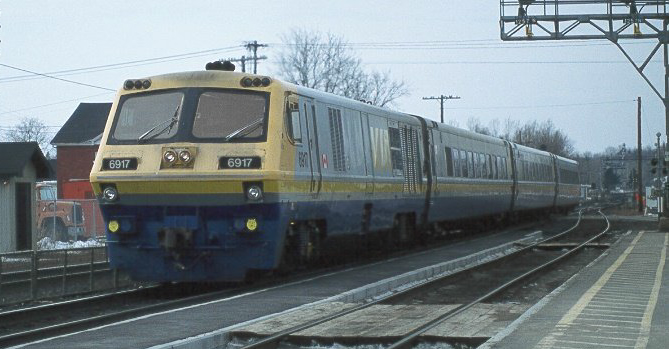
Motrice d'une rame LRC fabriquée par MLW, filiale de Bombardier jusqu'en 1989

L'entreprise acquiert par la suite plusieurs sociétés de construction ferroviaire. C'est d'abord BN en Belgique en 1988 qui lui ouvre le marché européen, puis ANF-Industrie en France en 1989 et Constructora Nacional de Carros de Ferrocarril au Mexique. Bombardier achète UTDC en 1992 au Canada où il regroupe toutes les activités liées à la commercialisation, à la conception, à l'ingénierie et à la gestion de projets de systèmes de transport clés en main de sa filiale dans le même domaine aux États-Unis, pour former une nouvelle division à Kingston (Ontario). Finalement, en Allemagne il achète Waggonfabrik Talbot GmbH en 1995 et Deutsche Waggonbau AG en 1998. Bombardier concentre d'ailleurs la fabrication de voitures de transport-passagers chez Talbot.
En même temps, Bombardier signe une entente de coopération avec Alsthom en 1987, pour commercialiser des trains à grande vitesse en Amérique du Nord, et les construire en cas d'achats. Finalement cet accord mène au développement du train rapide Acela pour le corridor BosWash où Bombardier fournit des éléments de train pendulaire du type LRC et Alstom une motrice proche de celles des TGV. C'est le premier train à grande vitesse utilisé en service commercial en Amérique du Nord, atteignant la vitesse de 240 km/h. En 1989, la compagnie participe avec Alstom à la construction des trains-navettes pour le transport d'automobiles et d'autocars pour le tunnel sous la Manche. Les usines de La Pocatière, Crespin (ANF-Industrie), Manage (BN) et Bruges (BN) se partagent la production.

### Années 1990
Durant les années 1990, le tramway, sous le vocable de « transport léger sur rail », redevient en vogue. Bombardier se trouve ainsi dans une bonne situation, grâce à ses acquisitions, pour prospérer dans le domaine. Entre 1994 et 1997, Bombardier achète la plupart des activités de recherche et développement de British Rail lors de la privatisation de cette dernière. En 1997, Bombardier s'implante en Chine par le biais d'une coentreprise, Sifang Locomotive & Rolling Stock Works de Qingdao, pour la fabrication de voitures de voyageurs pour le marché chinois. Bombardier s'étend également en Australie grâce à un partenariat avec EDI Rail et fournit les systèmes de propulsion électrique et du matériel roulant pour les États de Victoria et de Queensland.
À partir de 1994, Bombardier inclut dans son catalogue un nouveau modèle de tramway, sur pneumatiques cette fois. Le modèle, créé par La Brugeoise et Nivelles en 1985 est développé et testé par Bombardier à partir de 1996 via son prototype "ANF 501000/A1". Deux villes se portent clientes, Caen en 1994, et Nancy en 1998. La commercialisation se limita à ces deux villes (avec des mises en services respectives en 2002 et 2000), l'entreprise ayant retiré le système de son catalogue en 2006.
En 1998, Bombardier ajoute à ses actifs européens en achetant DWA, de Berlin, qui compte six usines en Allemagne ainsi que des installations en République tchèque, en Suisse et en Russie. En rachetant Adtranz au groupe DaimlerChrysler en mai 2001, Bombardier devient le premier constructeur mondial de matériel roulant ferroviaire. Ce dernier est le concepteur des trains Turbostar et Electrostar de British Rail, des tramways Tramlink de Croydon et du Nottingham Express Transit et de certains parties du TGV TMST (le reste étant conçu par Alstom). ADtranz a des ateliers en Grande-Bretagne, Allemagne, Suisse et Suède.

### Années 2000

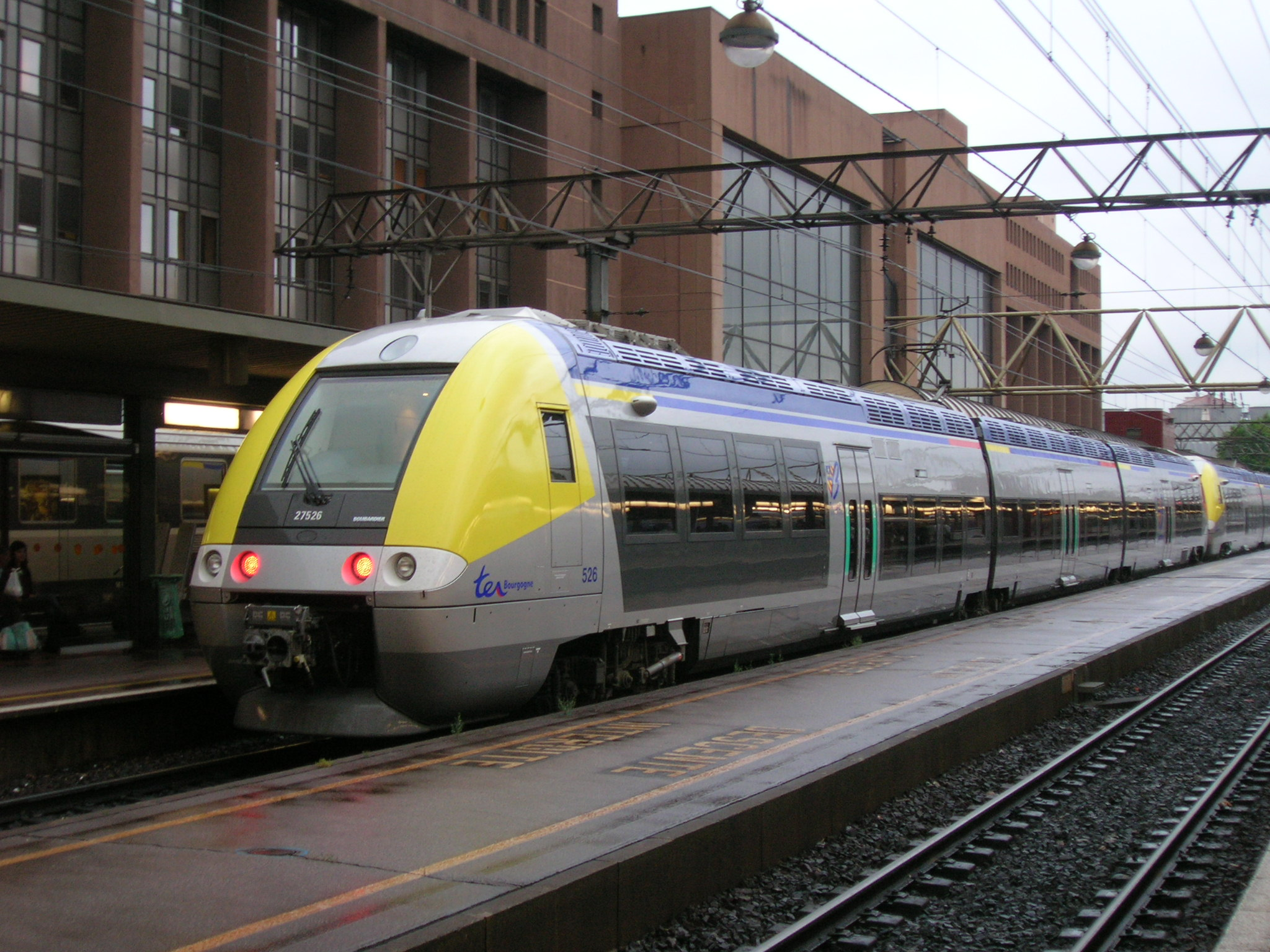
Automotrice Bombardier de la SNCF à quai.

En 2001, la Société nationale des chemins de fer français (SNCF) signe avec Bombardier un contrat de 2,3 milliards de dollars canadiens portant sur la fourniture de 500 AGC au maximum (la livraison portera finalement sur 700 unités toutes versions jusqu'en 2010), construits à Crespin près de Valenciennes. En 2002, Bombardier réalise avec les Chemins de fer fédéraux suisses (CFF), la mise en service du premier système de contrôle des trains ETCS sur la ligne Olten - Lucerne (en).
En 2003, Bombardier est devenu un partenaire de Metronet et conclut le plus gros contrat de son histoire, celui du renouvellement et de la modernisation du métro de Londres d'une valeur globale de 7,9 milliards CAD. Cependant le 17 juillet 2007, après des dépassements de coûts, Metronet est menacé d'être mis sous tutelle par le gouvernement britannique qui refuse de payer la facture. Bombardier a annoncé la radiation d’un investissement de 164 millions $US lors du deuxième trimestre 2008 à cet effet. Toutefois, Bombardier est demeuré le fournisseur de la mise à niveau du système de signalisation qui était prioritaire selon le maire de Londres. De même, la construction de 378 voitures pour les lignes profondes prévue entre 2009 et 2011 semble assuré, tout comme celui de 1 400 voitures des lignes de surface entre 2010 et 2014.
Mais tout ne va pas bien dans le domaine du transport face à une surcapacité de production et aux contre-coups des attentats du 11 septembre 2001. En 2004, Bombardier dévoile donc un vaste plan de restructuration de son secteur transport qui prévoit la fermeture de sept usines de production, dont trois ont cessé leurs opérations au cours de la même année (Amadora (Portugal), Doncaster et Derby Pride Park au Royaume-Uni). La compagnie vend également en 2005 ses intérêts dans sa coentreprise de fabrication de wagons de marchandises au Mexique, à la compagnie Greenbrier. Les états financiers de 2006 montrent que la réorganisation ramène l'entreprise sur la bonne voie.

#### Marché chinois

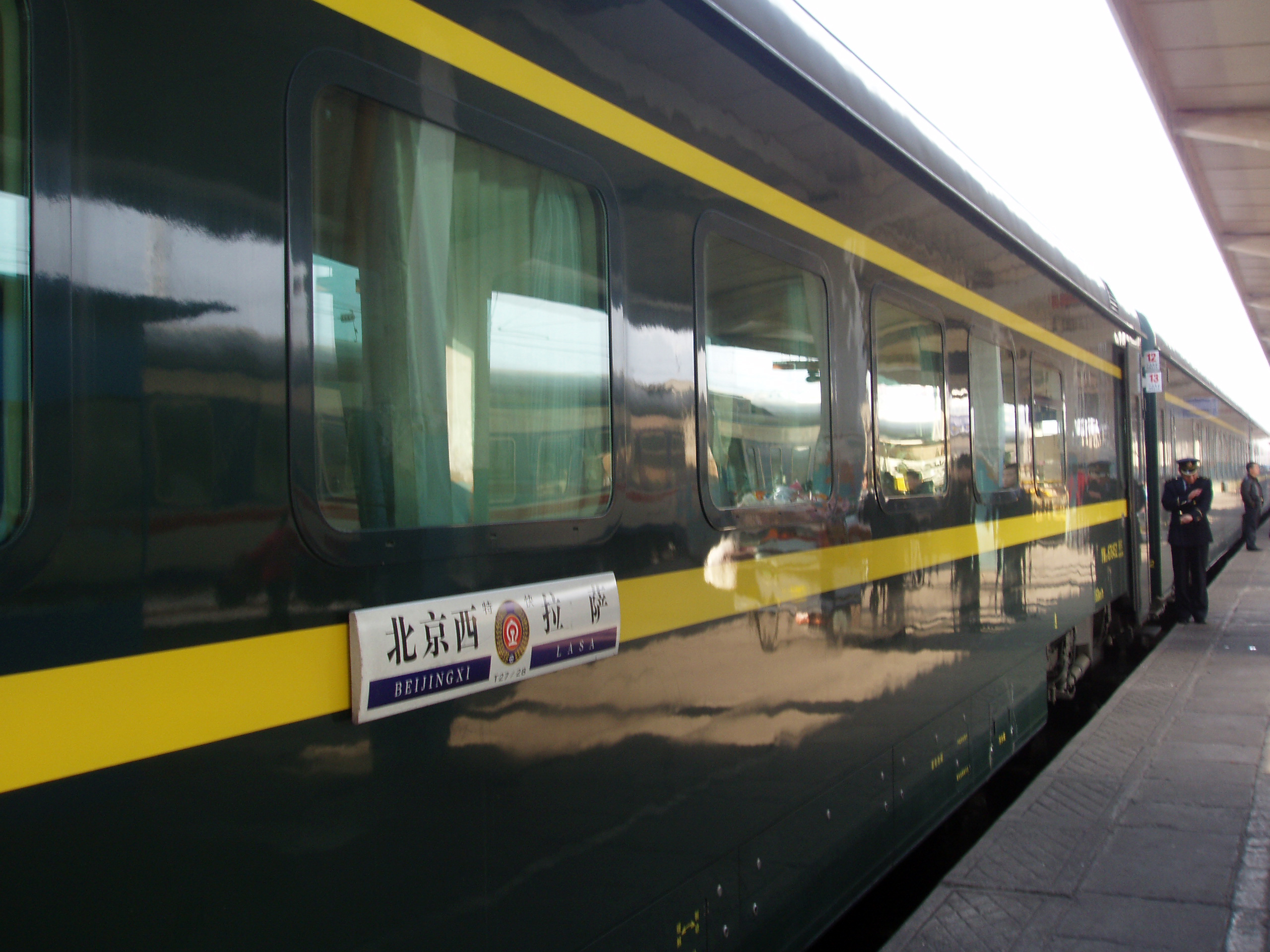
Voiture pressurisée du train Bombardier de la ligne ferroviaire Qing-Zang

Bombardier s'implique en Chine et obtient le marché du matériel roulant pour voyageurs sur ligne ferroviaire Qing-Zang vers Lhassa au Tibet. La livraison s'est faite entre décembre 2005 et mai 2006 pour 361 voitures équipées pour la haute altitude (système de pressurisation enrichi en oxygène et protection contre les rayons ultra-violets). Cinquante-trois de ces voitures sont des voitures-lits luxueuses à l'intention de la clientèle touristique. Ce contrat a attiré quelques critiques de la part des mouvements pro-tibétains qui voient dans cette ligne une accélération à la sinisation de la région.
Fin septembre 2009, Bombardier Sifang (Qingdao) Transportation, filiale conjointe de Bombardier et de CSR Sifang Locomotive and Rolling Stock, signe un contrat d'approvisionnement de 80 trains avec le ministère des Chemins de fer de la Chine. L'enveloppe totale du projet s'élève à 4 milliards USD et la part de Bombardier est d'environ 2 milliards USD. Ce sont des trains Zefiro de Bombardier qui seront livrés entre 2012 et 2014.

#### Saga du métro de Montréal
Une controverse opposa Bombardier et Alstom de 2006 à 2008. Le matériel roulant vieillissant du Métro de Montréal devant être remplacé, le gouvernement du Québec a annoncé le 11 mai 2006 que Bombardier Transport avait été le seul autorisé à discuter avec la Société de transport de Montréal (STM) en vue du renouvellement de gré à gré des voitures MR-63. Alstom a contre-attaqué en demandant à la Cour supérieure du Québec de se pencher sur le sujet et a requis le 11 mai 2007 une injonction pour faire cesser les discussions entre Bombardier et l'opérateur du métro afin de ne pas rendre son action en cour caduque. Un juge a entendu la demande en septembre 2007 et a rendu une décision en faveur d'Alstom en janvier 2008. Le 6 février 2008, le ministre du développement économique du Québec, Raymond Bachand, a déclaré que le gouvernement du Québec ne ferait pas appel de la décision de la Cour supérieure et a décidé d'aller en appel d'offres afin de ne pas retarder la livraison. Les deux concurrents sont finalement choisis pour offrir conjointement une proposition de matérial roulant.
Cependant, dans un rebondissement au printemps 2010, de nouveaux concurrents ont réussi à forcer la STM à refaire un nouvel appel d'offres dans ce qui semble un roman-feuilleton,. Le tout rebondit le 5 octobre 2010, quand le premier ministre Jean Charest annonça le dépôt d'un projet de loi pour l'acquisition de gré à gré des nouvelles voitures de Bombardier-Alstom, comportant des articles pour que les concurrents ne puissent aller en cour pour l'invalider et une importante baisse du prix. Les partis d'opposition se sont montrés sceptiques sur les motifs de cette décision de dernière minute qui semble être plus électoraliste, par la préservation d'emplois dans un comté électoral du parti au pouvoir, qu'économique.

#### Ailleurs
La fin de la décennie correspond également avec de bons contrats ailleurs dans le monde. Le 18 août 2008, Bombardier Transport annonce avoir conclu l'entente pour fabriquer 20 locomotives à propulsion hybride, électrique et diésel, pour train de passagers pour l'Agence métropolitaine de transport (AMT) de Montréal. La commande est évaluée à plus de 223 millions $US. Les nouvelles locomotives à propulsion bi-mode seront munies de la technologie de propulsion et de contrôle Bombardier Mitrac reconnue pour sa très grande fiabilité, qui offre une performance élevée et des fonctions intelligentes, comme des systèmes de diagnostic à distance et une commande de l'adhérence sophistiquée qui améliore l'efficacité de traction.
Début janvier 2009, Deutsche Bahn signe avec Bombardier Transport un contrat de fourniture de 800 voitures à deux étages au coût global de 1,5 milliard d'euros. Le 27 avril, Bombardier est officiellement retenu par la Toronto Transit Commission (TTC) pour produire plusieurs centaines de rames de tramway et de métro pour le plan de renouvellement du matériel roulant de cette ville. Le contrat est évalué à environ 1,2 milliard CAD, mais l'obtention du financement n'était pas alors assurée,. En mai 2010, la TTC a « levé des options visant 186 voitures de métro additionnelles » pour un montant d'environ 390 millions CAD.
Début mai 2009, Bombardier et Alstom sont retenus pour fabriquer 83 rames automotrices, au prix de 605 millions USD, pour la région de Stuttgart, en Allemagne. La part de Bombardier s'élève à 450 millions USD. Le 11 mai, les deux mêmes partenaires sont retenus par la RATP pour fabriquer 60 rames de trains à deux niveaux destinées à desservir la banlieue parisienne. Le projet est estimé à environ 1,1 milliard $US, la part de Bombardier s'élevant à 386 millions $US.

### Années 2010
En septembre 2012, Bombardier Transport s'associe à Electro-Motive Diesel (EMD) pour la fabrication de locomotives diesel-électriques en Inde, celles-ci devant être exportées en Asie du Sud-Est et des pays du Pacifique.

#### Contrats récents
- En février 2010, la Société nationale des chemins de fer français (SNCF) passe commande de 80 voitures à deux étages pour un coût d'environ 1,1 milliard de $CA[25].
- En mai 2010, les Chemins de fer fédéraux suisses (CFF) passent commande de 59 trains à Bombardier dans le cadre d'un contrat évalué à 1,7 milliard $CA. Les nouvelles rames à deux étages sont produites à Villeneuve en Suisse et à Görlitz en Allemagne[26]  (1,9 milliard de francs suisses[27]).
- En mai 2010, l'Arabie saoudite passe commande d'un monorail Innovia 300 au coût de 241 millions USD, monorail qui sera situé dans le district financier King Abdullah à Riyad[28].
- Le 27 septembre 2010, un consortium dont fait partie Bombardier Transport remporte un contrat au Brésil pour construire les 54 rames monorail Innovia 300 et les 17 gares de la nouvelle partie de la ligne 2 du Métro de São Paulo. Le coût total du projet est de 1,44 milliard $US, dont 816 millions $US iront à Bombardier pour la conception et fourniture des éléments électriques et mécaniques du système de monorail[29],[30].
- Le 22 novembre 2010, la Deutsche Bahn passe une commande de 251 millions CAD pour 51 trains de banlieue[31].
- En mai 2011, Siemens AG et Bombardier Transport ont formé un partenariat pour la construction d' ICE 3 en Allemagne. Dans le cadre de l'entente, Bombardier a reçu une « première commande ferme de 1,8 milliard $US pour 130 trains destinés à la Deutsche Bahn »[32].
- Le 14 juin 2011, Bombardier Transport obtient « un contrat d'une valeur de 577 millions $US pour la mise à niveau du système de signalisation de certaines lignes du métro de Londres, au Royaume-Uni »[33].
- Le 24 décembre 2011, Bombardier Transport reçoit « une commande pour 90 rames automotrices électriques qui seront déployées dans la région de Francfort, en Allemagne. » Ce contrat est évalué à 648 millions $US[34].
- Le 28 mars 2012, Bombardier annonce avoir obtenu un contrat de 599,5 millions $US du Metropolitan Transportation Authority (MTA) de New York pour le remplacement des « voitures R32 de la ligne C, qui datent du début des années 1960 »[35],[36].
- Le 15 juin 2012, Bombardier annonce avoir obtenu « une commande de 260 automotrices pour la région de la baie de San Francisco, d’une valeur de 631 millions [$US] »[37].

- Le 19 septembre 2012, Bombardier annonce avoir signé un contrat de 281 millions d'euros avec la société de construction de matériel ferroviaire espagnole Talgo, laquelle livrera des composants ferroviaires à l'Arabie saoudite[38].

- Le 27 septembre 2012, Bombardier et la société Chemins de fer israéliens signent un contrat portant sur la livraison de 72 voitures de transport au prix de 158 millions $US[39].

- Le 29 novembre 2012, Bombardier Transport annonce un contrat de conception et de construction de navettes automatiques aéroportuaires à Dubaï d'une valeur de 107 millions $US[40].

#### Entrée en bourse
La maison-mère de Bombardier Transport a annoncé le 7 mai 2015 qu'elle prévoyait une entrée en bourse d'une partie des activités ferroviaires pour laisser une participation minoritaire dans l'entreprise. L'appel public à l'épargne était prévu pour le quatrième trimestre. L'inscription sur les marchés boursiers devait se faire en Allemagne, où est situé le siège social de Bombardier Transport. La stratégie fait partie d'une consolidation de Bombardier qui est plombé par des problèmes de mise en service des avions CSeries de sa filiale Bombardier Aéronautique,.

### Années 2020 et rachat par Alstom
Après le refus par l'Union européenne de la fusion Siemens-Alstom en 2019, le groupe Bombardier lourdement endetté, a approché la française Alstom et la japonaise Hitachi dans le cadre de recherche d'un partenaire pour fusionner ses activités ferroviaires. Il ne s'agirait pas d'une vente mais d'un partenariat dans le ferroviaire qui permettrait de changer d'envergure afin de mieux affronter la concurrence du géant public chinois CRRC, numéro un mondial du secteur.
Le 17 février 2020, il est annoncé un accord de reprise par Alstom pour une somme entre 5,8 et 6,2 milliards d'euros. En juillet 2020, la Commission européenne approuve sous conditions le rachat de Bombardier Transport par Alstom, créant ainsi un numéro deux mondial du ferroviaire, derrière CRRC. L'investissement d'Alstom sera finalement de 5,5 milliards € pour le rachat,. Le constructeur ferroviaire français Alstom a annoncé, le 29 janvier 2021, avoir finalisé l'acquisition de la société Bombardier Transport.

## Produits

### Locomotives, rames et trains

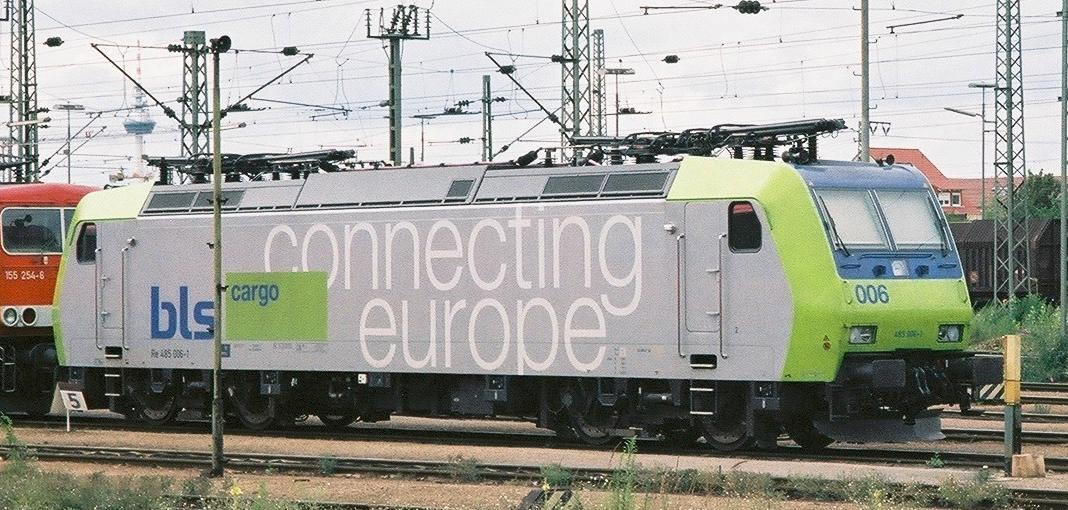
Locomotive électrique TRAXX.

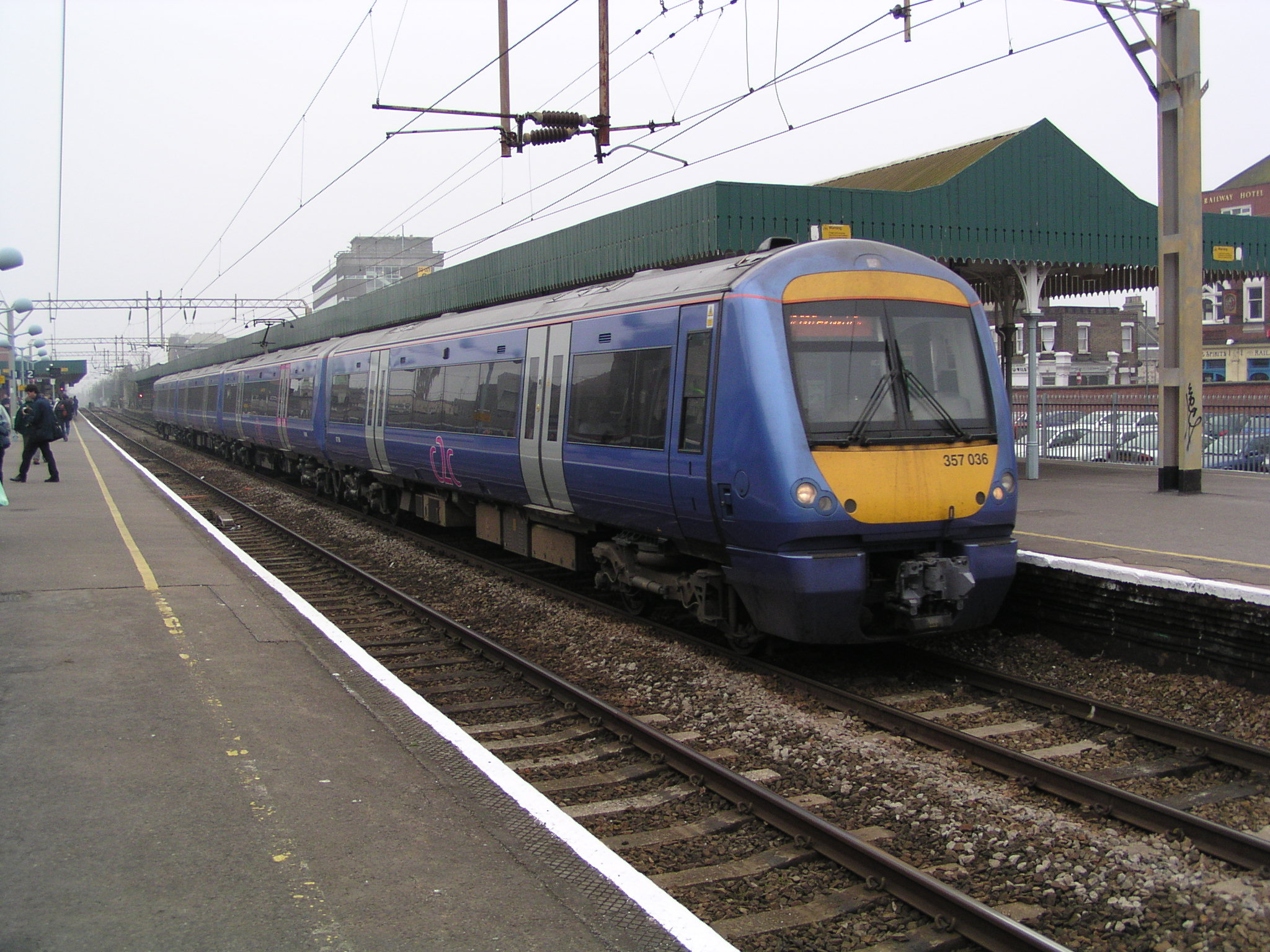
Electrostar

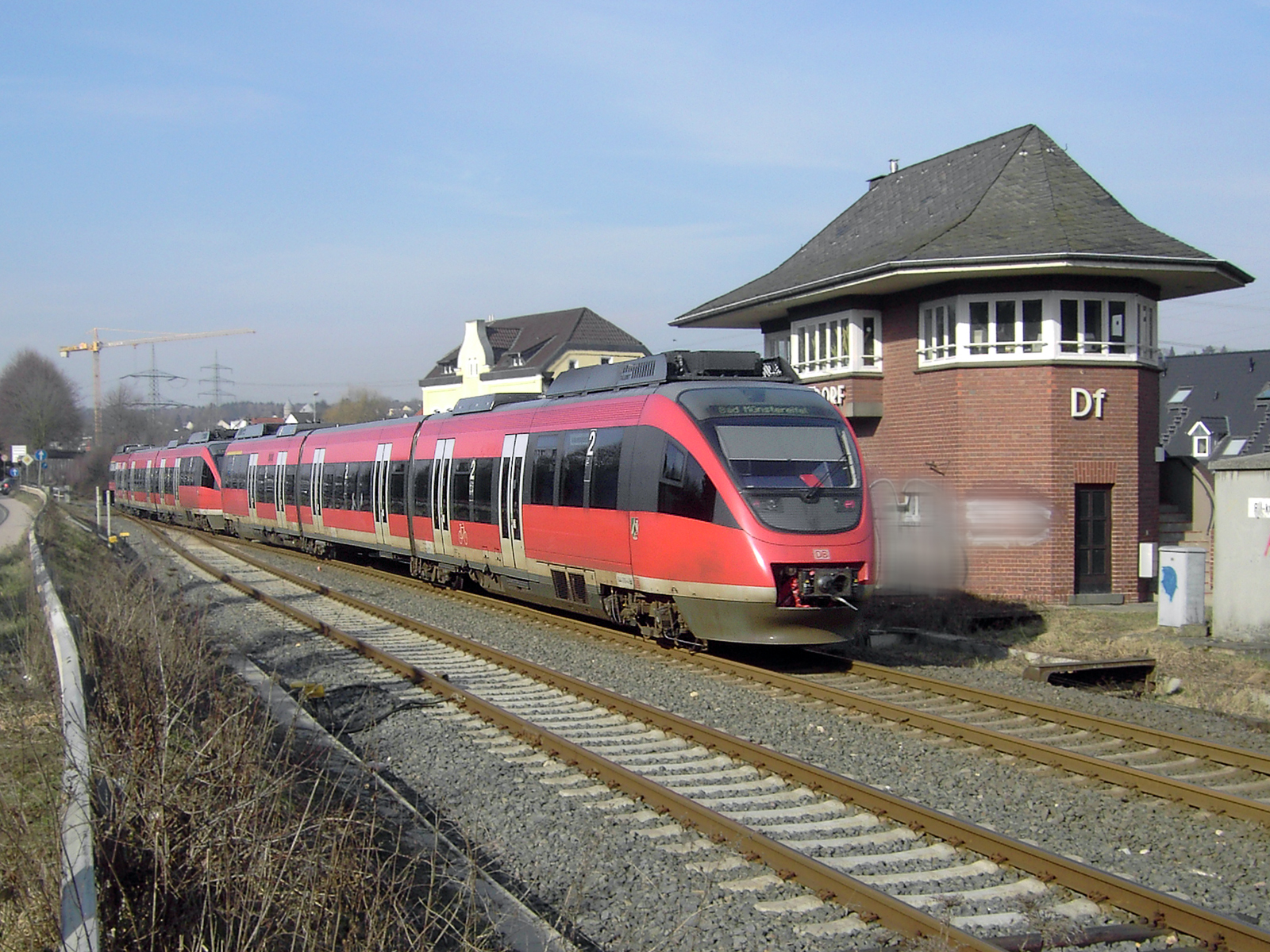
Talent pouvant être utilisé comme train-tram ou train interurbain

- Locomotives :
  - HHP-8 ;
  - Locomotives du train LRC ;
  - TRAXX ;
  - IORE ;
- Voitures de passagers :
  - Voitures du train LRC.
- Trains réguliers:
  - Autorail à grande capacité ;
  - CP2000[48] (Train des chemins de fer portugais, Classe 3400) ;
  - TGV TMST (remorques et certaines parties des caisses, en partenariat avec Alstom) ;
  - Talent ;
  - Turbostar (diesel) ;
  - InterCity 3 construit par la filiale danoise de Adtranz pour les chemins de fer danois.
  - Regio 2N/Omnéo (électrique) conçu à la suite de l'appel d'offres de la SNCF[49]
  - DB BR-490, pour le S-Bahn de Hambourg
- Trains à grande vitesse (remorques):
  - Acela Express (principal contractant, Alstom comme partenaire minoritaire)
  - British Rail Class 220 (Voyager) et British Rail Class 222 (Meridian) diesel-électrique
  - InterCityExpress (participant dans un projet de Siemens)
  - JetTrain (expérimental)
  - Zefiro (Vitesse maximale de 380 km/h, 80 vendu à la Chine)

### Tramways

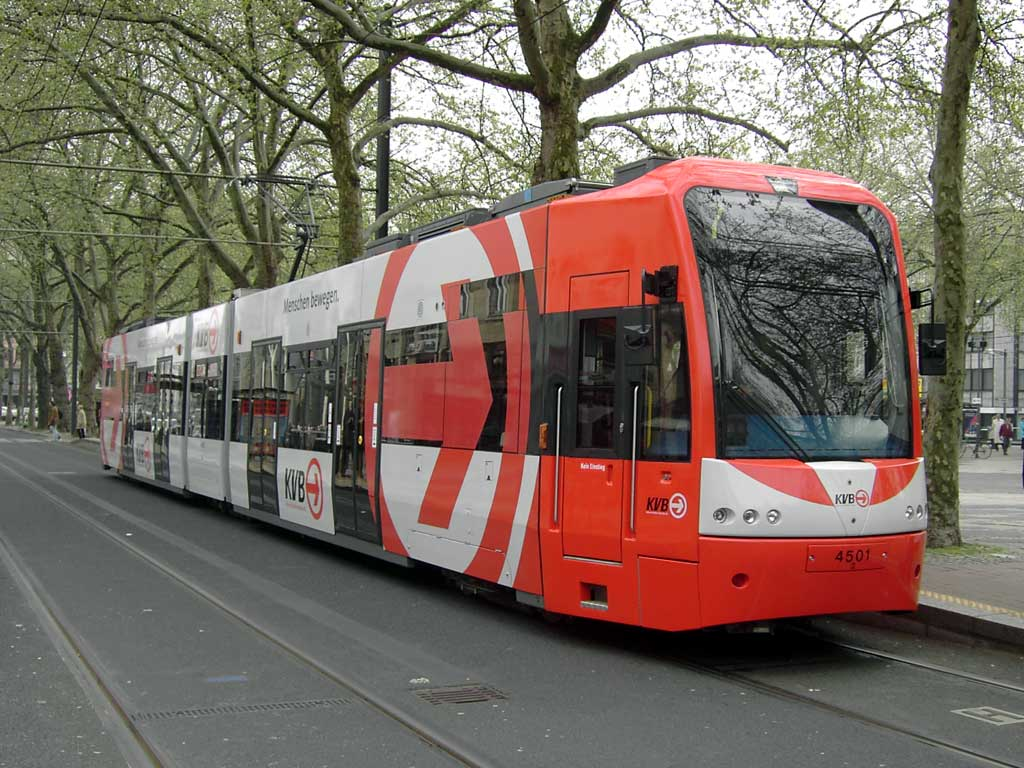
Tramway Flexity Swift

- Flexity Outlook Eurotram et Cityrunner
- Flexity Classic
- Flexity Swift
- Flexity Link (tram-train)
- Bombardier Flexity 2 (nouvelle version)
- Bombarbier Incentro (anciennement Adtranz Incentro)
- Bombardier TVR (tramway sur pneu)

### Métros et trains de banlieue
- Advanced Rapid Transit utilisé à Vancouver, Toronto, Détroit, New York et Kuala Lumpur ;
- Movia rames de métros adaptées aux besoins de plusieurs villes (particulièrement en Chine et à l'Inde);
- Toronto Transit Commission: rames des séries RT75 (T1) et T35A08 (Toronto Rocket (en)) du Métro de Toronto ;
- Société de transport de Montréal: voitures MR73 et MPM-10 du métro de Montréal ;
- Métro d'Ankara : version modifie du H6 de Toronto
- Agence métropolitaine de transport de Montréal : trains de banlieue de la Ligne de Deux-Montagnes ;
- Massachusetts Bay Transportation Authority: voitures de la #4 Red Line de Boston ;
- Metropolitan Transportation Authority (MTA) : rames R62A, R142, et R179 du métro de New York.
  - Rames de type M7 des réseaux de trains de banlieue Long Island Railroad et Metro-North Railroad ;
- Chicago Transit Authority (CTA) : séries 5000 pour les lignes du métro de Chicago en développement pour 2008 ;
- Rames VLocity diesel de V/Line à Victoria (Australie) ;
- Rames Turbostar (en) et Electrostar (Royaume-Uni) et Gautrain (Afrique du Sud)
- Docklands Light Railway ;
- Société nationale des chemins de fer français (SNCF) :  Z 50000 (ou Francilien), et Regio 2N (Z 57000), qui desservent le réseau de banlieue Transilien
- Monorail de l'aéroport de Londres Gatwick